# Itaquascon unguiculum
Itaquascon unguiculum är en djurart som tillhör fylumet trögkrypare, och som beskrevs av Pilato, Binda och Claxton 2002. Itaquascon unguiculum ingår i släktet Itaquascon och familjen Hypsibiidae. Inga underarter finns listade i Catalogue of Life.